# ラザラスの欲望
「ラザラスの欲望」（ラザラスのよくぼう、原題: "The Lazarus Experiment"）は、イギリスのSFドラマ『ドクター・フー』の第3シリーズ第6話。2007年5月5日に BBC One で初めて放送され、デイヴィッド・テナントが10代目ドクター役、フリーマ・アジェマンがマーサ・ジョーンズ役で出演した。なお邦題「ラザラスの欲望」は2012年1月28日に LaLa TV で放送された際のものであり、Huluでは「ラザラス・エクスペリメント」という別邦題で配信されている。
本作ではリチャード・ラザラス教授がサザークのサザーク大聖堂付近の研究所で若返りの実験を行う。実験はラザラスのDNAに作用し、彼は他の人間を襲う巨大な化け物へ変貌する。
BARBによると本作の視聴者数は719万人で、その週のイギリスのテレビ番組では12番目に多く視聴された。エグゼクティブ・プロデューサーのラッセル・T・デイヴィスが主張することには、彼は脚本を担当したスティーヴン・グリーンハウスに対して、年老いたマッドサイエンティストの実験が失敗して常軌を逸したスーパーヴィランが逃走するという、典型的なマーベル・コミックの筋書きを元にするよう指示した。

## 文化的リファレンス

### テレビと映画
- 『ラジオ・タイムズ』誌での本作の予告記事では、人間の変異した怪物がロンドンの大きな教会で死亡するというエピソードの結末は、1953年のSFシリーズ『The Quatermass Experiment』を反映するとされた[6]。2005年にリメイクされた『The Quatermass Experiment』にはデイヴィッド・テナントとマーク・ゲイティスが出演していた。これらの共通点は2017年に Doctor Who Magazine での特集記事でもアラン・バーナーズにより指摘されており、彼は本作のタイトルも『The Quatermass Experiment』のものに影響されたと提唱している[7]。
- マーサはタキシードを着たドクターの外見をジェームズ・ボンドに結び付け、彼はその言葉を疑いながら喜んだ。コメンタリートラックでは、ドクターがダニエル・クレイグのように蝶ネクタイを緩めたことが言及された。
- マーサの姉ティッシュは彼女とラザラスの大きな年齢差との対比し、キャサリン・ゼタ＝ジョーンズとマイケル・ダグラスの結婚に言及した。
- 教会のオルガンを演奏する間、ドクターは「11まで上げないと」("turn it up to 11")と発言した。これは映画『スパイナル・タップ』（1984年）で人気のフレーズである。

### 文学
- ラザロはJohn 11:41–44で言及される聖書の登場人物であり、イエス・キリストの力で死から蘇る。ラザラスが救急車から逃走した際、ドクターは彼の蘇生を予期すべきだった（日本語版では「甘かった」）と述べた。
- ドクターとラザラスのどちらもがT・S・エリオットの詩『The Hollow Men』を引用しており、ドクターが「影が落ちる」と口にしてラザラスの引用を補完した。"Falls the Shadow" というフレーズには『ドクター・フー』の同名の小説があるほか、命を持った案山子が登場する小説「The Hollow Men」がある。後にドクターはエリオットが正しくは "it all ends not with a bang, but a whimper" と言ったとマーサに教えた。また、ドクターはエリオットが『The Love Song of J. Alfred Prufrock』で "I am Lazarus, come from the dead." とラザロに言及していることを暗示した。

## 制作
ゲイティスが本作に出演したため、彼は『ドクター・フー』で演技と脚本の両方を担当した数少ない人物の一人となった。ゲイティスの脚本執筆のキャリアは Virgin New Adventures の『ドクター・フー』小説に端を発し、新シリーズが委託される前夜に『ドクター・フー』のBBCの資料で演技も行った。ゲイティス以外に演技と脚本を担当した人物には、ヴィクター・ペンバートンとグリン・ジョーンズがいる。
サザーク大聖堂の外観のショットはサザーク大聖堂そのもの、あるいはカーディフのセットを編集したものであるが、内装はセットが使用されたクロッシングから見た塔や塔の内部などを除いてウェールズ大聖堂で撮影された。サザーク大聖堂のモデルはミケランジェロのダビデ像と共にラザラスのオフィスにも登場した。ラザラスの機関の内装はカーディフ国立博物館、ウェールズ議会のSenedd building、聖ウィリアム・ハウスで撮影された。

## 放送
ユーロビジョン・ソング・コンテスト2007のBBCでの放送のため、次話「タイムリミット42」は放送が1週間遅れることとなった。BBCの『ドクター・フー』のウェブページでは、「ラザラスの欲望」の本放送の終わりに"特別なこと"があると先駆けて告知された。当時はまだ演じる役が明かされていなかったジョン・シムの顔写真が掲載された。